# 勒普頓 (亞利桑那州)
勒普頓（英語：Lupton）是位於美國亞利桑那州阿帕契縣的一個人口普查指定地區。根據2010年美國人口普查，該地共人口500人，而該地的面積約為0.90平方千米。

## 地理
勒普頓的座標為35°21′14″N 109°03′13″W / 35.35389°N 109.05361°W，而該地最高點為海拔高度1886米（即6188英尺）。